# 제2차 세계 대전 중 바레인 폭격
제2차 세계 대전 중 바레인 폭격은 이탈리아 공군이 중동에서 영국이 중요하다고 생각하는 지역을 공격했던 작전 중의 하나였다. 이탈리아군은 임무에서 큰 피해를 주지는 못했지만 이미 제거되었다고 여겨진 연합군의 자원을 완전히 제한함으로써 연합군의 공세가 수세로 몰리는데 기여했다.

## 배경
1940년 6월 10일 이탈리아 왕국은 프랑스 제3공화국과 영국에 선전포고했다. 이탈리아의 프랑스 침공은 짧았지만 프랑스는 이탈리아와 6월 25일 휴전협정에 서명했다. 이것은 영국군이 중동에서 홀로 이탈리아군과 상대해야 했음을 의미했다.

## 이탈리아군의 공습
1940년 10월 19일 SM.82 폭격기 4대가 영국의 바레인 보호령에 있던 미국의 정유소를 공격해 지역 정유소에 피해를 입혔다. 사우디아라비아의 다란도 공습을 받았지만 큰 피해를 입지는 않았다. 실제로 페르시아만의 마나마에 있던 영국 운용 정유소들을 공격하기 위해 SM.82 폭격기들은 4,200km의 고도로 비행했으며 15시간 동안 시속 270km로 날아 폭격 임무 중 가장 빠른 기록을 세웠다. 각각의 폭격기는 1,500kg의 폭탄을 실었다. 장거리의 폭격은 성공적으로 끝났으며 목표는 기습 중에 완전히 제거되었고, 폭격기들은 에리트레아의 줄라에 무사히 착륙했다.
로마는 이 폭격기들이 새로운 기록을 세웠다고 주장하며 로도스섬에 위치한 비행장에서 이륙한 3,000마일보다 훨씬 더 먼 거리였다. 바레인 공습은 1942년 에티오피아와 에리트레아에서 이탈리아가 수행한 공습의 뒤를 이은 것으로, 1943년 여름 이탈리아군은 뉴욕 시에 공습을 개시하려 했지만 카사블랑카 휴전협정으로 이는 무산되었다.

## 같이 보기
- 제2차 세계 대전 중 이탈리아의 팔레스타인 폭격

## 서적
- Lembo, Daniele. SIAI SM.82 Marsupiale. "Aerei Nella Storia", Issue 22. Parma, Italy: West-ward Edizioni, 2002, p. 10-31.